# Igor Mitoraj
Igor Mitoraj (Oederan, Alemanya, 26 de març de 1944 - París, França, 6 d'octubre de 2014) fou un escultor polonès.

## Biografia
Mitoraj nasqué de mare polonesa i pare francès a Oederan, Alemanya, però va créixer a Polònia. Estudià art a Bielsko-Biała, i als 19 anys entrà a estudiar a l'Acadèmica de Belles Arts de Cracòvia. En un primer moment, s'especialitzà en pintura, i treballà durant tres anys amb el pintor i director de teatre Tadeusz Kantor. L'any 1967 exposà per primera vegada en una exposició col·lectiva a la galeria Krzysztofory de Cracòvia.
L'any 1968, aconsellat per Kantor, marxà a estudiar a l'École Nationale Supérieure des Beaux-Arts de París. A principis dels anys 70 viatjà a Mèxic, on quedà fascintat per l'art precolombí i la cultura llatinoamericana, cosa que el portà a allargar el seu viatge durant un any. De retorn a París, l'any 1974, decidí centrar la seva obra en l'escultura. L'any 1976 inaugurà a la galeria La Hune la seva primera exposició en solitari, totalment dedicada a l'escultura. Inicialment començà a treballar amb bronze i ceràmica, però tres anys més tard viatjà a Carrara (Itàlia) i començar a utilitzar el marbre. En aquest mateixos anys rep el “Prix de la Sculpture” a Montrouge, i el ministre de cultura francès posa a la seva disposició un estudi al Bateau Lavoir de Montmartre.
L'any 1983 es traslladà definitivament a viure a Pietrasanta, prop de Carrara, la qual cosa falilità que Itàlia es convertís en una font importat d'encàrrecs públics de l'artista, tant seculars com religiosos; i facilità també una invitació a aparèixer a la Biennal de Venècia de 1986, que consolidà la reputació internacional de Mitoraj.
Durant els anys 90 col·laborà amb el comissari James Putnam i exposà a Anglaterra, primer a la Economist Plaza de Londres i al Yorkshire Sculpture Park, i més tard al Museu Britànic. La seva carrera s'expandí també en treballs en el camp de l'art religiós, com per exemple les portes de bronze de la basílica de Santa Maria degli Angeli e dei Martiri de Roma l'any 2006 i les de l'església de Matka Boża Łaskawa a Varsòvia el 2009.
L'any 2003 retornà a viure a Polònia, on el 2005 va rebre medalla d'or Gloria Artis al mèrit cultural i el 2012 la Creu de Comandant de l'Orde de Polonia Restituta.

## Obra i estil
L'estil escultòric de Mitoraj té les arrels en els déus i herois de la tradició clàssica, sobretot pel que fa al cap i el tors humà, però amb un gir postmodern: amb les seves escultures de gran format de bronze i marbre, Mitoraj denunciava la desídia i abandó que pateixen les obres maestres de l'antiguitat, a través de torsos masculins tombats, caps fracturats i envenats, i membres mutilats. Segons declaracions del mateix Mitoraj, la seva obra vol "ressuscitar la idea de l'art antic, que tenia una ànima pròpia", ja que tant l'art com la societat de l'antiga Grècia "amb el seu culte a la proporció o la democràcia" són un referent per a Occident, malgrat que últimament cregui que s'està "oblidant".
Tot i que no sembre rebé el suport de la crítica, la seva obra sembre va tenir la bona acollida del públic, potser perquè 
"sus héroes caídos, a menudo, representados solo por miembros mutilados o enormes rostros de ojos vendados y cuencas vacías, conseguían transmitir el malestar del hombre contemporáneo y su precariedad y fragilidad". Així mateix, la seva obra presenta un potencial simbòlic que l'ha fet apta per a molts encàrrecs religiosos.
Entre les seves exposicions, s'hi troben els Jardins de Bóboli a Florència, el Museu Olímpic de Lausanne, la ciutat de Cracòvia, el Mercat de Trajà a Roma, els Jardins del Louvre de París, entre d'altres. Les seves obres formen part d'importants fundacions, museus, espais públics, col·leccions públiques i privades.

## Mitoraj a Catalunya

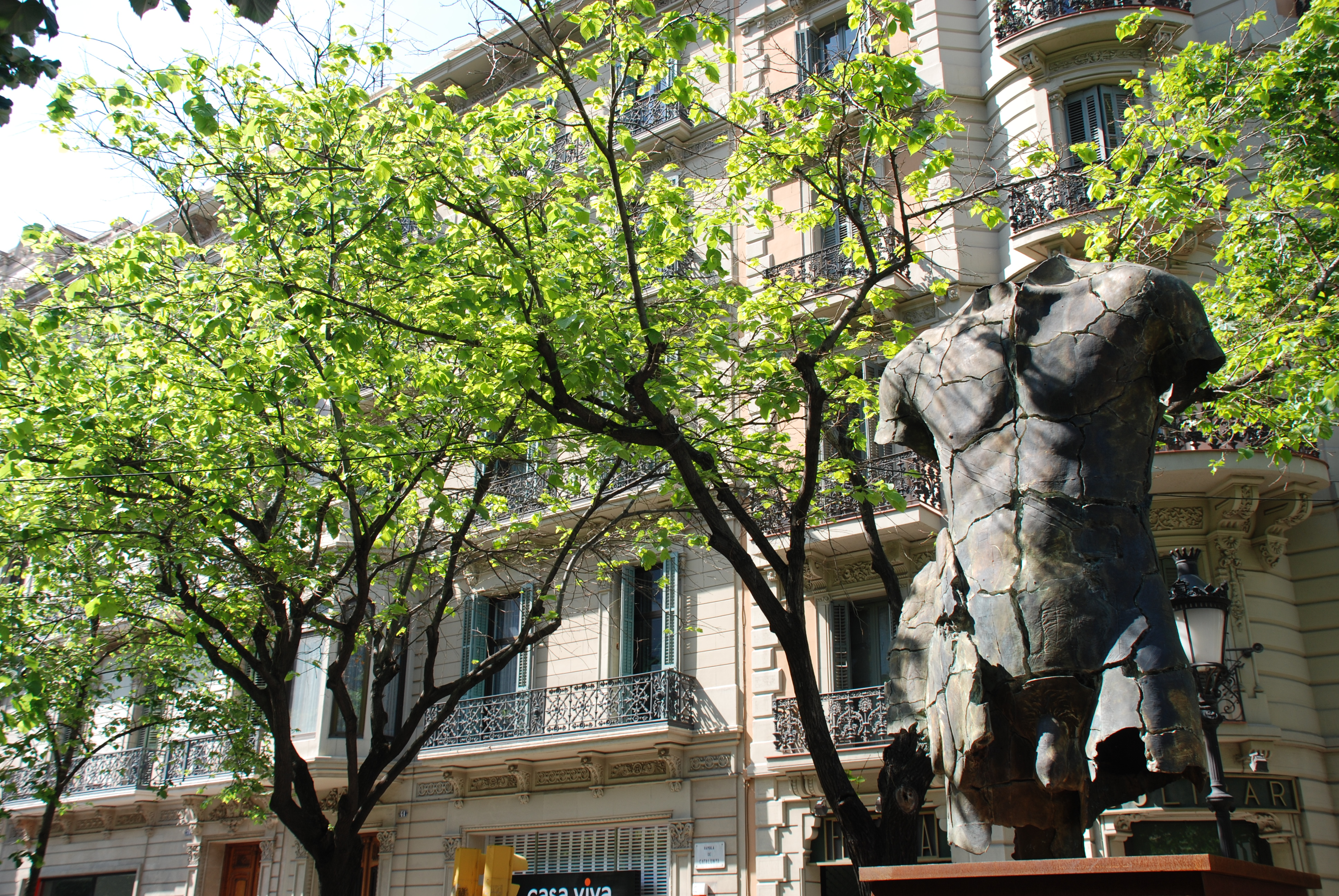
Escultura d'Igor Mitoraj a la Rambla Catalunya de Barcelona, l'any 2007.

La relació de Mitoraj amb Catalunya es vehiculà sobretot a través de la Galeria Joan Gaspar que realitzà més de deu exposicions de l'artista entre els anys 1994 i 2008. Per altra banda, l'any 2007 s'exposaren 23 escultures de l'artista a l'aire lliure, a la Rambla Catalunya de Barcelona, sota el títol Igor Mitoraj a Barcelona. La mostra es completava amb dues escultures monumentals més exposades al CaixaForum de Barcelona, acompanyades de 14 marbres i 35 dibuixos. L'exposició a l'aire lliure va ser visitada per prop d'1.4 milions de persones.